# København
København ([kébənháu̯n], ; v starejših pravopisih tudi Köbenhavn ali Kopenhagen; zastarela iz češčine sposojena ustreznica je Kodanj) je glavno in najbolj naseljeno mesto Danske, s približno 1,4 milijona prebivalcev v mestnem območju in več kot 2 milijona v širšem metropolitanskem območju Københavna. Je gospodarsko, izobraževalno ter kulturno središče države na vzhodni obali otoka Zelandija (Sjalland), sedež parlamenta, monarhije in vlade. Je največje oziroma ob Stockholmu eno od dveh največjih mest v Skandinaviji. Imenujejo ga tudi 'severni Pariz'. 
Mesto je na otokih Zelandija in Amager, ločeno od Malmöja na Švedskem s prelivom Øresund. Øresundski most povezuje obe mesti po železnici in cesti.
København je bil prvotno vikinška ribiška vas, ustanovljena v 10. stoletju v bližini današnjega Gammel Stranda. Na začetku 15. stoletja postal glavno mesto Danske. Na začetku 17. stoletja je s svojimi institucijami, obrambo in oboroženimi silami utrdil svoj položaj regionalnega središča moči. V času renesanse je mesto služilo kot de facto prestolnica Kalmarske unije, ki je bilo sedež monarhije, ki je vladala večini današnje skandinavske regije v personalni uniji s Švedsko in Norveško, ki ji je vladal danski monarh, ki je bil vodja države.  Mesto je cvetelo kot kulturno in gospodarsko središče Skandinavije pod zvezo več kot 120 let, od 15. stoletja do začetka 16. stoletja, ko je bila unija razpuščena, Švedska pa je z uporom zapustila unijo. Po izbruhu kuge in požaru v 18. stoletju je mesto doživelo obdobje ponovnega razvoja. To je vključevalo gradnjo prestižnega okrožja Frederiksstaden in ustanovitev kulturnih ustanov, kot sta Kraljevo dansko gledališče in Kraljeva danska akademija lepih umetnosti. Po nadaljnjih katastrofah v zgodnjem 19. stoletju, ko je Horatio Nelson napadel dansko-norveško floto in bombardiral mesto, je obnova med dansko zlato dobo prinesla neoklasicistični videz arhitekture Københavna. Kasneje, po drugi svetovni vojni, je načrt Finger spodbudil razvoj stanovanj in podjetij ob petih progah mestne železnice, ki segajo iz središča mesta.
Od začetka 21. stoletja je København doživel močan urbani in kulturni razvoj, ki so ga omogočile naložbe v njegove institucije in infrastrukturo. Mesto je kulturno, gospodarsko in vladno središče Danske; je eno večjih finančnih središč severne Evrope s københavnsko borzo. Gospodarstvo Københavna je doživelo hiter razvoj v storitvenem sektorju, zlasti s pobudami na področju informacijske tehnologije, farmacevtskih izdelkov in čiste tehnologije. Od dokončanja Øresundskega mostu se København vedno bolj povezuje s švedsko provinco Skanija in njenim največjim mestom Malmö, ki tvori regijo Øresund. S številnimi mostovi, ki povezujejo različna okrožja, mestno pokrajino zaznamujejo parki, promenade in obale. Znamenitosti Københavna, kot so vrtovi Tivoli, kip Mala morska deklica, palača Amalienborg in palača Kristijansborg, grad Rosenborg, Friderikova cerkev, Børsen in številni muzeji, restavracije in nočni klubi, so pomembne turistične atrakcije.
København je dom Univerze v Københavnu, Tehnične univerze na Danskem, Poslovne šole v Københavnu in Univerze za IT. Univerza v Københavnu, ustanovljena leta 1479, je najstarejša univerza na Danskem. København je dom nogometnih klubov F.C. København in Brøndby IF. Letni maraton v je bil ustanovljen leta 1980. København je eno najbolj kolesarjem prijaznih mest na svetu.
Movia je javno javno prevozno podjetje, ki oskrbuje celotno vzhodno Dansko, razen Bornholma. Københavnska podzemna železnica, ki je bila uvedena leta 2002, služi središču Københavna. Poleg tega S-train, Lokaltog (zasebna železnica) in omrežje Coast Line služijo in povezujejo osrednji København z odročnimi okrožji. Letališče Kastrup v Københavnu, ki mesečno sprejme približno 2,5 milijona potnikov, je najbolj prometno letališče v nordijskih državah.

## Etimologija
Ime København odraža njegov izvor iz pristaniškega kraja in kraja trgovanja. Zgodovinske različice so Kobmannahavn/Kjobmandehavn (srednjeveško starodansko Kopmannahafn, kar pomeni 'trgovsko pristanišče'. Tako so mesto imenovali že v rimskih časih – Portus Mercatorum. Prvotno poimenovanje v stari norveščini, iz katere izhaja danščina, je bilo Kaupmannahǫfn [ˈkɔupˌmɑnːɑˌhɔvn] (prim. moderno islandsko Kaupmannahöfn [ˈkʰœipˌmanːaˌhœpn̥], fersko Keypmannahavn). V času, ko so govorili staro danščino, se je glavno mesto imenovalo Køpmannæhafn, sedanje ime pa je rezultat poznejših glasovnih premen.
Latinsko ime mesta je Hafnia.

## Zgodovina

### Zgodnja zgodovina
Čeprav so najzgodnejši zgodovinski zapisi o Københavnu s konca 12. stoletja, so nedavne arheološke najdbe v povezavi z deli na mestnem železniškem sistemu razkrile ostanke velikega trgovskega dvorca v bližini današnjega Kongens Nytorv iz ok. leta 1020. Izkopavanja v Pilestræde so privedla tudi do odkritja vodnjaka iz poznega 12. stoletja. Ostanke starodavne cerkve z grobovi iz 11. stoletja so izkopali blizu mesta, kjer se Strøget sreča z Rådhuspladsen.
Te najdbe kažejo, da sega København kot mesto vsaj v 11. stoletje. Znatna odkritja orodij iz kremena na tem območju dokazujejo obstoj človeških naselbin iz kamene dobe. Številni zgodovinarji menijo, da mesto izvira iz pozne vikinške dobe in da ga je verjetno ustanovil Sven I. Vilobradi.
Zdi se, da so naravno pristanišče in dobre zaloge sleda privabljali ribiče in trgovce na to območje sezonsko od 11. stoletja in še bolj trajno v 13. stoletju. Prva bivališča so bila verjetno osredotočena na Gammel Strand (dobesedno 'stara obala') v 11. stoletju ali celo prej.
Najzgodnejša pisna omemba mesta je bila v 12. stoletju, ko ga je Saxo Grammaticus v Gesta Danorum omenil kot Portus Mercatorum, kar pomeni 'pristanišče trgovcev' ali v danščini tistega časa Købmannahavn. Tradicionalno je bila ustanovitev Københavna datirana na gradnjo skromne trdnjave škofa Absalona na otočku Slotsholmen leta 1167, kjer danes stoji palača Kristijansborg. Gradnja trdnjave je bila odgovor na napade vendskih piratov, ki so pestili obalo v 12. stoletju. Obrambno obzidje in jarki so bili dokončani in do leta 1177 je bila zgrajena cerkev sv. Klemena. Napadi Vendov so se nadaljevali in potem ko so prvotno trdnjavo sčasoma uničili roparji, so jo otočani nadomestili z gradom København.

### Srednji vek
Leta 1186 pismo papeža Urbana III. navaja, da je kralj Valdemar I. grad Hafn (København) in njegova okoliška ozemlja, vključno z mestom Hafn, podelil Absalonu, škofu Roskildeja 1158–1191 in nadškofu Lunda 1177–1201. Po Absalonovi smrti naj bi premoženje prešlo v last škofije Roskilde. Okoli leta 1200 je bila cerkev Naše Gospe zgrajena na višjem delu severovzhodno od mesta, ki se je začelo razvijati okoli nje.
Ko je mesto postalo pomembnejše, ga je večkrat napadla Hanzeatska zveza in leta 1368 uspešno vdrla med drugo dansko-hanzeatsko vojno. Ko je ribiška industrija v Københavnu uspevala, zlasti v trgovini s sledom, se je mesto začelo širiti severno od Slotsholmena. Leta 1254 je dobilo listino kot mesto pod škofom Jakobom Erlandsenom, ki si je pridobil podporo lokalnih ribiških trgovcev proti kralju, tako da jim je podelil posebne privilegije. Sredi 1330-ih je bila objavljena prva zemljiška ocena mesta.
Kraljica Margareta I. Danska (1353–1412), ki je s poroko z norveškim kraljem Håkanom VI. Magnussonom (1343–1380) postala vladarica Danske, Švedske in Norveške, je leta 1397 ustanovila Kalmarsko unijo med Dansko, Norveško in Švedsko.. Približno leta 1416 je København postal prestolnica Danske, ko je Erik Pomorjanski preselil svoj sedež na grad København. Univerzo v Københavnu je 1. junija 1479 slovesno odprl kralj Kristijan I. po odobritvi papeža Siksta IV. Zaradi tega je najstarejša univerza na Danskem in ena najstarejših v Evropi. Prvotno pod nadzorom katoliške cerkve je bila vloga univerze v družbi prisiljena spremeniti med reformacijo na Danskem v poznih 1530-ih.

### 16. in 17. stoletje
V sporih pred reformacijo leta 1536 so mesto, ki je bilo zvesto Kristjanu II., ki je bil katoličan, leta 1523 uspešno oblegale sile Friderika I., ki je podpiral luteranstvo. Obramba Københavna je bila okrepljena z nizom stolpov vzdolž mestnega obzidja. Po daljšem obleganju od julija 1535 do julija 1536, med katerim je mesto podpiralo zavezništvo Kristijana II. z Malmöjem in Lübeckom, je bilo končno prisiljeno kapitulirati pred Kristijanom III. V drugi polovici stoletja je mesto napredovalo zaradi povečane trgovine po Baltiku, ki jo je podpiral nizozemski ladijski promet. Christoffer Valkendorff, državnik visokega ranga, je branil interese mesta in prispeval k njegovemu razvoju. Tudi Nizozemska je postala predvsem protestantska, tako kot severne nemške države.
Med vladavino Kristijana IV. med letoma 1588 in 1648 je København dramatično rasel kot mesto. Na njegovo pobudo sta bili v začetku 17. stoletja na Slotsholmenu dokončani dve pomembni zgradbi: Tøjhus Arsenal in Børsen, borza. Za spodbujanje mednarodne trgovine je bila leta 1616 ustanovljena Vzhodnoindijska družba. Vzhodno od mesta je kralj po navdihu nizozemskega načrtovanja razvil okrožje Christianshavn s kanali in obzidjem. Sprva je bilo mišljeno kot utrjeno trgovsko središče, vendar je nazadnje postalo del Københavna. Kristijan IV. je tudi sponzoriral vrsto ambicioznih gradbenih projektov, kot so grad Rosenborg, stolp Rundetaarn, deli gradu Christiansborg, Børsen (borza) ter mestnih predelov, kot sta Nyboder in Christianshavn. V letih 1658–1659 je mesto zdržalo obleganje Švedov pod Karlom X. Gustavom in uspešno odbilo velik napad.
Do leta 1661 je København uveljavil svoj položaj glavnega mesta Danske in Norveške. Tam so bile vse pomembnejše ustanove, ladjevje in večina vojske. Obramba je bila dodatno okrepljena z dokončanjem Citadele leta 1664 in razširitvijo Christianshavns Volda z njegovimi bastijoni leta 1692, kar je vodilo do oblikovanja nove baze za floto v Nyholmu.

### 18. stoletje
København je leta 1711 zaradi kuge izgubil okoli 22.000 od svojih 65.000 prebivalcev. Mesto sta prizadela tudi dva velika požara, ki sta uničila velik del infrastrukture. Københavnski požar leta 1728 je bil največji v zgodovini Københavna. Začelo se je 20. oktobra zvečer in gorelo do jutra 23. oktobra ter uničilo približno 28 % mesta, okoli 20 % prebivalstva pa je ostalo brez strehe nad glavo. Nič manj kot 47 % srednjeveškega dela mesta je bilo popolnoma izgubljenega. Poleg požara leta 1795 je to glavni razlog, da je v sodobnem mestu mogoče najti le malo sledi starega mesta.
Sledila je obsežna obnova. Leta 1733 so se začela dela na kraljevi rezidenci palače Kristijansborg, ki je bila dokončana leta 1745. Leta 1749 se je začel razvoj prestižnega okrožja Frederiksstaden. Njeno središče je zasnoval Nicolai Eigtved v rokokojskem slogu in je vseboval dvorce, ki zdaj tvorijo palačo Amalienborg. Izvedene so bile večje razširitve pomorske baze Holmen, medtem ko je bil kulturni pomen mesta okrepljen s Kraljevim gledališčem in Kraljevo akademijo lepih umetnosti.
V drugi polovici 18. stoletja je Københavnu koristila nevtralnost Danske med vojnami med glavnimi evropskimi silami, kar mu je omogočilo pomembno vlogo v trgovini med državami okoli Baltskega morja. Potem ko je Christiansborg leta 1794 uničil požar in je še en požar povzročil resno škodo mestu leta 1795, so se začela dela na klasični københavnski znamenitosti Højbro Plads, medtem ko sta se Nytorv in Gammel Torv združila.

### 19. stoletje
2. aprila 1801 je britanska flota pod poveljstvom admirala sira Hyda Parkerja napadla in premagala nevtralno dansko-norveško floto, zasidrano v bližini Københavna. Viceadmiral Horatio Nelson je vodil glavni napad. Znano je, da ni upošteval Parkerjevega ukaza o umiku in uničil veliko dansko-norveških ladij, preden je bilo dogovorjeno premirje. København pogosto velja za Nelsonovo najtežjo bitko, ki je presegla celo težke boje pri Trafalgarju. Med to bitko naj bi lord Nelson »postavil teleskop na slepo oko«, da ne bi videl signala admirala Parkerja za prenehanje ognja.
Druga bitka za København (ali obstreljevanje Københavna) (16. avgust – 5. september 1807) je bila z britanskega vidika preventivni napad, katerega tarča je bilo civilno prebivalstvo, da bi ponovno zasegli dansko-norveško floto. Toda z danskega vidika je bila bitka teroristično bombardiranje njihove prestolnice. Posebej opazna je bila uporaba zažigalnih raket Congreve (vsebujejo fosfor, ki jih ni mogoče pogasiti z vodo), ki so naključno zadele mesto. Nekaj hiš s slamnatimi strehami je ostalo po bombardiranju. Največjo cerkev Vor frue kirke je uničila morska artilerija. Več zgodovinarjev meni, da je bila ta bitka prvi teroristični napad na večje evropsko mesto v sodobnem času.
Britanci so izkrcali 30.000 mož, obkolili København in napad se je nadaljeval naslednje tri dni, pri čemer je bilo ubitih okoli 2000 civilistov in uničen večji del mesta. Opustošenje je bilo tako veliko, ker se je København zanašal na staro obrambno linijo, katere omejen doseg ni mogel doseči britanskih ladij in njihovega topništva večjega dosega.
Kljub katastrofam v začetku 19. stoletja je København doživel obdobje intenzivne kulturne ustvarjalnosti, znano kot danska zlata doba. Slikarstvo je napredovalo pod C. W. Eckersbergom in njegovimi učenci, medtem ko sta C. F. Hansen in Gottlieb Bindesbøll arhitekturi mesta prinesla neoklasicistični videz. V zgodnjih 1850-ih so odprli obzidje mesta, da bi lahko zgradili nova stanovanja okoli Jezer (dansko Søerne), ki so mejila na staro obrambo na zahodu. Do leta 1880 sta se okrožji Nørrebro in Vesterbro razvili, da bi sprejeli tiste, ki so prišli iz provinc, da bi sodelovali pri industrializaciji mesta. To dramatično povečanje prostora je bilo že zdavnaj zamujeno, saj ni bilo samo staro obzidje zastarelo kot obrambni sistem, ampak je bilo treba premagati tudi slabe sanitarne razmere v starem mestu. Od leta 1886 je bilo zahodno obzidje (Vestvolden) zravnano, kar je omogočilo večje razširitve pristanišča, kar je vodilo do ustanovitve Freeport of Copenhagen 1892–94. Elektrika je prišla leta 1892 z električnimi tramvaji leta 1897. Širjenje stanovanj na območja zunaj starega obzidja je povzročilo velik porast prebivalstva. Leta 1840 je Kopenhagen naseljevalo približno 120.000 ljudi. Do leta 1901 je imela okoli 400.000 prebivalcev.

### 20. stoletje
Do začetka 20. stoletja je København postal cvetoče industrijsko in upravno mesto. Z novo mestno hišo in železniško postajo se je njegovo središče potegnilo proti zahodu. Nova stanovanjska naselja so zrasla v Brønshøju in Valbyju, medtem ko je Frederiksberg postal enklava v mestu Kopenhagen. Severni del Amagerja in Valbyja sta bila prav tako vključena v mesto Kopenhagen v letih 1901–02.
Zaradi nevtralnosti Danske v prvi svetovni vojni je København uspel zaradi trgovine z Veliko Britanijo in Nemčijo, medtem ko je bila obramba mesta v času vojne polna s približno 40.000 vojaki.
V 1920-iha je prišlo do resnega pomanjkanja blaga in stanovanj. Pripravljeni so bili načrti za rušenje starega dela Christianshavna in za odstranitev najhujših barakarskih četrti v mestu. Vendar pa je šele v 1930-ih sledila znatna stanovanjska gradnja z rušenjem ene strani Torvegade v Christianhavnu za izgradnjo petih velikih stanovanjskih blokov.
9. aprila 1940 so Nemci okupirali mesto brez večjega odpora Dancev. Pod nemško okupacijo je ostalo do konca druge svetovne vojne, ko so mesto osvobodile britanske enote pod poveljstvom maršala Bernarda Montgomeryja 4. maja 1945.
1. julija 2000 je bil uradno odprt [Øresundski [most ]], ki povezuje København s švedskim mestom Malmö.

## Geografija
København je del regije Øresund, ki jo sestavljajo Zelandija, Lolland-Falster in Bornholm na Danskem ter Skanija na Švedskem. Leži na vzhodni obali otoka Zelandija, deloma na otoku Amager in na številnih naravnih in umetnih otočkih med njima. København je na vzhodu obrnjen proti Øresundu, morskem prelivu, ki ločuje Dansko od Švedske in povezuje Severno morje z Baltskim morjem. Švedsko mesto Malmö in mesto Landskrona ležita na švedski strani preliva neposredno nasproti Københavna. Po cesti je København oddaljen 42 kilometrov severozahodno od Malmöja na Švedskem, 85 kilometrov severovzhodno od Næstveda, 164 kilometrov severovzhodno od Odenseja, 295 kilometrov vzhodno od Esbjerga in 188 kilometrov jugovzhodno od Aarhusa po morju in cesti preko Sjællands Odde.
Središče mesta leži na območju, ki ga je prvotno opredeljevalo staro obzidje, ki se še vedno imenuje utrdbeni obroč (Fæstningsringen) in se ohranja kot delni zeleni pas okoli njega. Nato pridejo na vrsto stanovanjske soseske Østerbro, Nørrebro, Vesterbro in Amagerbro s konca 19. in zgodnjega 20. stoletja. Obrobna območja Kongens Enghave, Valby, Vigerslev, Vanløse, Brønshøj, Utterslev in Sundby so sledila od leta 1920 do 1960. Sestavljajo jih predvsem stanovanjska naselja in stanovanja, pogosto okrašena s parki in zelenjem.
Osrednje območje mesta je sestavljeno iz relativno nizko ležečih ravnih tal, ki jih tvorijo morene iz zadnje ledene dobe, medtem ko se hribovita območja na severu in zahodu pogosto dvigajo do 50 m nad morsko gladino. Pobočja Valbyja in Brønshøja dosegajo višino več kot 30 m, razdeljena z dolinami, ki potekajo od severovzhoda proti jugozahodu. Blizu centra so københavnska jezera Sortedams Sø, Peblinge Sø in Sankt Jørgens Sø.
København leži na podzemlju apnenca s kremenovimi plastmi, ki je bil odložen v obdobju pred približno 60 do 66 milijoni let. Prisotnega je tudi nekaj zelenega peska iz Selandija. Na tem območju je nekaj prelomov, od katerih je najpomembnejši prelom Carlsberg, ki teče od severozahoda proti jugovzhodu skozi središče mesta. V zadnji ledeni dobi so ledeniki erodirali površje in pustili plast moren, debelo do 15 m.
Geološko gledano København leži v severnem delu Danske, kjer se kopno dviguje zaradi postglacialnega odboja.

### Plaže
Amager Strandpark, ki so ga odprli leta 2005, je 2 km dolg umetni otok s skupno 4,6 km plaž. Je le 15 minut s kolesom ali nekaj minut z metrojem od središča mesta. V Klampenborgu, približno 10 kilometrov od centra Københavna, je plaža Bellevue. Dolga je 700 metrov in ima tako reševalce kot sladkovodne prhe na plaži.
Plaže dopolnjuje sistem pristaniških kopališč ob københavnski obali. Prvi in najbolj priljubljen med njimi je na Islands Brygge, kar dobesedno pomeni 'islandski pristan', in je zaradi svoje zasnove pridobil mednarodno priznanje.

### Podnebje
København je v oceanskem podnebnem pasu (Köppnova podnebna klasifikacija Cfb). Njegovo vreme je podvrženo nizkotlačnim sistemom iz Atlantika, zaradi česar so razmere skozi vse leto nestabilne. Poleg nekoliko večje količine padavin od julija do septembra so padavine zmerne. Medtem ko snežijo večinoma od konca decembra do začetka marca, je lahko tudi dež s povprečnimi temperaturami okoli ledišča.
Junij je najbolj sončen mesec v letu s povprečno okoli osmimi sončnimi urami na dan. Julij je najtoplejši mesec s povprečno najvišjo dnevno temperaturo 21 °C. Nasprotno pa je novembra povprečna ura sonca manj kot dve na dan, od decembra do februarja pa le ena in pol na dan. Spomladi se ponovno segreje s štiri do šest ur sonca na dan od marca do maja. Februar je najbolj suh mesec v letu. Izjemne vremenske razmere lahko prinesejo do 50 cm snega v 24-urnem obdobju v zimskih mesecih, medtem ko je znano, da poletne temperature narastejo do višine 33 °C.
Zaradi severne zemljepisne širine Københavna se število dnevnih ur med poletjem in zimo precej razlikuje. Na poletni solsticij sonce vzide ob 04:26 in zaide ob 21:58, kar zagotavlja 17 ur in 32 minut dnevne svetlobe. Na zimski solsticij vzide ob 08:37 in zaide ob 15:39 s 7 urami in 1 minuto dnevne svetlobe. Med poletnim in zimskim solsticijem je torej razlika v dolžini dneva in noči 10 ur in 31 minut.

### Administracija
Po podatkih danskega statističnega urada mestno območje Københavna (Hovedstadsområdet) sestavljajo občine København, Frederiksberg, Albertslund, Brøndby, Gentofte, Gladsaxe, Glostrup, Herlev, Hvidovre, Lyngby-Taarbæk, Rødovre, Tårnby in Vallensbæk ter deli Občine Ballerup, Rudersdal in Furesø, skupaj z mestoma Ishøj in Greve Strand. So v regiji glavnega mesta (Region Hovedstaden). Občine so odgovorne za širok nabor javnih storitev, ki vključujejo načrtovanje rabe prostora, okoljsko načrtovanje, javno stanovanje, upravljanje in vzdrževanje lokalnih cest ter socialno varnost. Občinsko upravo vodijo tudi župan, svet in izvršilni organ.
Mestna občina København je daleč največja občina z zgodovinskim mestom v njenem jedru. Sedež občinskega sveta je Københavnska mestna hiša (Rådhus), ki je na Trgu mestne hiše. Druga največja občina je Frederiksberg, enklava v občini Kopenhagen.
Mestna občina København je razdeljena na deset okrožij (bydele): Indre By, Østerbro, Nørrebro, Vesterbro/Kongens Enghave, Valby, Vanløse, Brønshøj-Husum, Bispebjerg, Amager Øst in Amager Vest. Soseske Kopenhagna vključujejo Slotsholmen, Frederiksstaden, Islands Brygge, Holmen, Christiania, Carlsberg, Sluseholmen, Sydhavn, Amagerbro, Ørestad, Nordhavnen, Bellahøj, Brønshøj, Ryparken in Vigerslev.

## Mestna pokrajina
Današnjo podobo mesta kroji ključna vloga, ki jo je kot regionalno središče imelo stoletja. København ima veliko okrožij, od katerih ima vsako svoj poseben značaj in predstavlja svoje obdobje. Druge  značilnosti Københavna vključujejo obilico vode, številne parke in kolesarske steze, ki vodijo večino ulic.

### Arhitektura
Najstarejši del ožjega mestnega jedra Københavna se pogosto imenuje Middelalderbyen (srednjeveško mesto). Vendar pa je najbolj značilno mestno okrožje Frederiksstaden, razvito med vladavino Friderika V. V središču je palača Amalienborg, nad njim pa dominira kupola Friderikove cerkve (ali Marmorna cerkev) in več elegantnih rokokojskih dvorcev iz 18. stoletja. Notranje mesto vključuje Slotsholmen, otoček, na katerem stoji palača Kristijansborg, in Christianshavn s kanali. Børsen na Slotsholmenu in palača Frideriksborg v Hillerødu sta vidna primera nizozemskega renesančnega sloga. Okoli zgodovinskega mestnega središča leži pas podobnih stanovanjskih četrti (Vesterbro, Inner Nørrebro, Inner Østerbro), ki izvirajo predvsem iz poznega 19. stoletja. Zgrajene so bile zunaj starega obzidja, ko je bilo mestu končno dovoljeno, da se razširi izven svojih utrdb.
København, ki ga včasih imenujejo tudi »mesto zvonikov«, je znan po vodoravnem obzorju, ki ga lomijo le zvoniki in stolpi cerkva in gradov. Najbolj značilen je baročni zvonik cerkve našega Odrešenika z zoženimi zunanjimi spiralnimi stopnicami, po katerih se obiskovalci lahko povzpnejo na vrh. Drugi pomembni zvoniki so palača Kristijansborg, mestna hiša in nekdanja cerkev sv. Nikolaja, v kateri je zdaj prizorišče sodobne umetnosti. Niso tako visoki renesančni zvoniki gradu Rosenborg in zmajev zvonik nekdanje borze Kristijana IV., imenovan tako, ker je podoben prepletenim repom štirih zmajev.
København je svetovno priznan kot primer najboljše prakse urbanističnega načrtovanja. Njegovo cvetoče mestno središče mešane rabe opredeljujejo osupljiva sodobna arhitektura, privlačni javni prostori in obilica človeške dejavnosti. Ti rezultati zasnove so bili namerno doseženi s skrbnim ponovnim načrtovanjem v drugi polovici 20. stoletja.
V zadnjih letih je prišlo do razcveta sodobne arhitekture tako za dansko arhitekturo kot za dela mednarodnih arhitektov. Nekaj sto let ni deloval tako rekoč noben tuji arhitekt, od preloma tisočletja pa mesto in njegova neposredna okolica vidita stavbe in projekte, ki so jih zasnovali vrhunski mednarodni arhitekti. Britanska oblikovalska revija Monocle je København razglasila za najboljše oblikovalsko mesto na svetu 2008.
Urbani razvoj mesta v prvi polovici 20. stoletja je bil pod močnim vplivom industrializacije. Po drugi svetovni vojni je občina mesta sprejela fordizem in preuredila svoje srednjeveško središče, da bi omogočila zasebno avtomobilsko infrastrukturo kot odgovor na inovacije v prometu, trgovini in komunikacijah. Za prostorsko načrtovanje v tem časovnem okviru je bilo značilno ločevanje rabe zemljišč: pristop, ki od prebivalcev zahteva, da potujejo z avtomobili za dostop do objektov različnih rab.
Razcvet urbanega razvoja in moderne arhitekture je prinesel nekaj sprememb v podobo mesta. Politična večina se je odločila, da v zgodovinskem središču ne bo visokih stavb, vendar bo več območij doživelo ali je že doživelo ogromen urbani razvoj. Ørestad je zdaj doživel večino nedavnega razvoja. Je v bližini københavnskega letališča in se trenutno ponaša z enim največjih nakupovalnih središč v Skandinaviji ter različnimi pisarniškimi in stanovanjskimi zgradbami ter univerzo IT in srednjo šolo.

### Znamenitosti po okrožjih

#### Indre By
V zgodovinskem središču mesta, Indre By ali Notranje mesto, so številni najbolj priljubljeni spomeniki in znamenitosti Københavna. Območje, znano kot Frederiksstaden, ki ga je Friderik V. razvil v drugi polovici 18. stoletja v rokokojskem slogu, ima štiri dvorce Amalienborg, kraljevo rezidenco, in široko kupolasto Friderikovo cerkev v središču. Neposredno čez vodo od Amalienborga na otoku Holmen stoji  Københavnska operna hiša iz 21. stoletja. Južno od Frederiksstadna se ob kanalu Nyhavn vrstijo pisane hiše iz 17. in 18. stoletja, mnoge zdaj z živahnimi restavracijami in bari. Kanal poteka od sprednje strani pristanišča do prostranega trga Kongens Nytorv, ki ga je leta 1670 uredil Kristijan V. Pomembne stavbe so palača Charlottenborg, znana po umetniških razstavah, palača Thott (zdaj francosko veleposlaništvo), Kraljevo dansko gledališče in Hotel D'Angleterre iz leta 1755. Druge znamenitosti v Indre Byu so stavbs parlamenta Christiansborg, mestns hišs in Rundetårn, ki je bila prvotno observatorij. Na tem območju je tudi več muzejev, vključno z Thorvaldsenov muzej, posvečen kiparju iz 18. stoletja Bertelu Thorvaldsenu. Od leta 1964 zaprta za promet, Strøget, ena najstarejših in najdaljših ulic za pešce na svetu, poteka 3,2 km od Rådhuspladsen do Kongens Nytorv. S svojimi specializiranimi trgovinami, kavarnami, restavracijami in avtobusi je vedno polna življenja in vključuje stara trga Gammel Torv in Amagertorv, vsak s fontano. Grad Rosenborg na Øster Voldgade je leta 1606 kot poletno rezidenco v renesančnem slogu zgradil Kristijan IV. Hrani danske kronske dragulje in kronske regalije, kronanski prestol in tapiserije, ki ponazarjajo zmage Kristijana V. v Skanski vojni.

#### Christianshavn
Christianshavn leži jugovzhodno od mesta Indre By na drugi strani pristanišča. Območje je v začetku 17. stoletja razvil Kristijan IV. Navdušen nad mestom Amsterdam, je najel nizozemske arhitekte, da so ustvarili kanale znotraj njegovega obzidja, ki so še danes dobro ohranjeni. Sami kanali, ki se odcepijo od osrednjega kanala Christianshavn in obdani s hišnimi čolni in plovili za razvedrilo, so ena od znamenitosti tega območja. Druga zanimivost je Freetown Christiania, dokaj veliko območje, ki so ga med študentskimi nemiri leta 1971 sprva zasedli skvoterji. Danes še vedno ohranja določeno mero avtonomije. Prebivalci na Pusher Street odkrito prodajajo mamila, pa tudi svoje umetnine in obrti. Druge zanimive stavbe v Christianshavnu so cerkev našega Odrešenika s spiralnim zvonikom in veličastno rokokojsko krščansko cerkev. Nekoč skladišče, Severnoatlantska hiša zdaj prikazuje kulturo Islandije in Grenlandije ter gosti restavracijo Noma, znano po svoji nordijski kuhinji.

#### Vesterbro
Vesterbro, jugozahodno od Indre By, se začne z vrtovi Tivoli, glavno turistično atrakcijo mesta s svojim sejemskim vzdušjem, gledališčem pantomime, koncertno dvorano ter številnimi vožnjami in restavracijami. Soseska Carlsberg ima nekaj zanimivih ostankov stare istoimenske pivovarne, vključno s Slonovimi vrati in pivovarno Ny Carlsberg Brewhouse. Planetarij Tycho Brahe je na robu Skt. Jørgens Sø, eno od københavnskih jezer. Halmtorvet, stara senena tržnica za glavno postajo, je s svojimi kavarnami in restavracijami vse bolj priljubljeno območje. Nekdanji živinski trg Øksnehallen je bil spremenjen v sodoben razstavni center za umetnost in fotografijo. Hotel Radisson Blu Royal, ki ga je zgradil danski arhitekt in oblikovalec Arne Jacobsen za letalsko družbo Scandinavian Airlines System (SAS) med letoma 1956 in 1960, je bil nekoč najvišji hotel na Danskem z višino 69,60 m in do leta 1969 edini nebotičnik v mestu. Det Ny Teater (Novo gledališče), dokončano leta 1908, ki se nahaja v prehodu med Vesterbrogade in Gammel Kongevej, je od ponovnega odprtja leta 1994 postalo priljubljeno prizorišče muzikalov in pritegnilo največje občinstvo v državi.

#### Nørrebro
Nørrebro severozahodno od središča mesta se je nedavno razvil iz delavskega okrožja v barvito svetovljansko območje s starinarnicami, trgovinami z ne dansko hrano in restavracijami. Velik del dejavnosti je osredotočen na Sankt Hans Torv in okoli Rantzausgade. Zgodovinsko pokopališče v Københavnu, Assistens Kirkegård na pol poti do Nørrebrogade, je počivališče številnih znanih osebnosti, vključno s Sørenom Kierkegaardom, Nielsom Bohrom in Hansom Christianom Andersenom, domačini pa ga uporabljajo tudi kot park in rekreacijsko območje.

#### Østerbro
Severno od mestnega središča je Østerbro okrožje višjega srednjega razreda s številnimi lepimi dvorci, nekateri zdaj služijo kot veleposlaništva. Okrožje se razteza od Nørrebra do obale, kjer je mogoče videti kip Male morske deklice s promenade, znane kot Langelinie. Po navdihu pravljice Hansa Christiana Andersena ga je ustvaril Edvard Eriksen in predstavil leta 1913.[184] Nedaleč od Male morske deklice je mogoče videti staro Citadelo (Kastellet). Zgradil jo je Kristjan IV., je ena najbolje ohranjenih utrdb v severni Evropi. V okolici je tudi mlin na veter. Velik Gefionin vodnjak (Gefionspringvandet), ki ga je zasnoval Anders Bundgaard in dokončan leta 1908, stoji blizu jugovzhodnega vogala Kastelleta. Njegove figure ponazarjajo nordijsko legendo.

#### Frederiksberg
Frederiksberg, ločena občina v mestnem območju Københavna, leži zahodno od Nørrebroja in Indre By ter severno od Vesterbroja. Njegove znamenitosti so živalski vrt, ustanovljen leta 1869, z več kot 250 vrstami z vsega sveta, in palačo Frideriksborg, ki jo je kot poletno rezidenco zgradil Friderik IV., ki ga je navdihnila italijanska arhitektura. Zdaj je vojaška akademija in gleda na obsežne urejene vrtove Frederiksberg s svojimi neumnostmi, slapovi, jezeri in okrasnimi stavbami. Širok drevored Frederiksberg Allé, ki povezuje Vesterbrogade z vrtovi Frederiksberg, je že dolgo povezan z gledališči in zabavo. Medtem ko so številna prejšnja gledališča zdaj zaprta, sta Betty Nansen Theatre in Aveny-T še vedno aktivni.

#### Amagerbro
Amagerbro (znano tudi kot Sønderbro) je okrožje, ki je tik jugovzhodno od Christianshavna na skrajnem severu Amagerja. Stari mestni jarki in okoliški parki predstavljajo jasno mejo med temi okrožji. Glavna ulica je Amagerbrogade, ki je po pristaniškem mostu Langebro podaljšek bulvarja H. C. Andersensa in ima številne različne trgovine ter restavracije in pube. Amagerbro je bil zgrajen v prvih dveh desetletjih 20. stoletja in je najjužnejše blokovsko pozidano območje z običajno 4–7 nadstropji. Južneje sledita okrožji Sundbyøster in Sundbyvester.

#### Drugi okrožji
Nedaleč od letališča København na obali Kastrup, Blue Planet, dokončan marca 2013, zdaj hrani nacionalni akvarij. S svojimi 53 akvariji je največji objekt te vrste v Skandinaviji. Grundtvigovo cerkev, ki je  v severnem predmestju Bispebjerga, je zasnoval P.V. Jensena Klinta in dokončana leta 1940. Redek primer ekspresionistične cerkvene arhitekture, njena osupljiva zahodna fasada spominja na cerkvene orgle.

## Prebivalstvo in dejavnosti
V urbani regiji, imenovani Storkøbenhavn, živi 1.211.000 ljudi. Mesto se preživlja s trgovino, turizmom in ostalimi storitvami. Industrija še posebej sloni na hrani, hotelih, telefonskih storitvah, farmaciji in biotehnologiji. V regiji je tudi nekaj tujih podjetij. Mestni svet je eden največjih zaposljevalcev na svetu. Sestavljen iz 55 članov, katere se voli na vsaka 4 leta. 

### Glasba, zabava in muzeji
Poleti se dogaja Jazz festival, ki je vsakoletni popularni dogodek in je rezultat prepoznavne jazz scene, ki obstaja že mnogo let. Še posebej se je razvil, ko so v šestdesetih letih prišli v mesto živet ameriški glasbeniki, na primer Ben Webster, Thad Jones, Richard Boone, Ernie Wilkins, Kenny Drew, Ed Thigpen, Bob Rockwell, Link Wray …
Za brezplačno zabavo je priporočljiv sprehod po Strøgetu, sploh med Nytorvom in Højbro Pladsom. Pozno popoldan in zvečer po Strøgetu nastopa improviziran cirkus s čarovniki, glasbeniki, žonglerji in ostalimi pouličnimi umetniki.

#### Muzeji
København ima široko paleto muzejev mednarodnega ugleda. Narodni muzej, Nationalmuseet, je največji danski muzej arheologije in kulturne zgodovine, ki zajema zgodovino danske in tujih kultur. Danska Narodna galerija (Statens Museum for Kunst) je nacionalni muzej umetnosti z zbirkami od 12. stoletja do danes. Poleg danskih slikarjev so v zbirkah predstavljeni umetniki Rubens, Rembrandt, Picasso, Braque, Léger, Matisse, Emil Nolde, Olafur Eliasson, Elmgreen & Dragset, Superflex in Jens Haaning.
Drug pomemben muzej umetnosti je Ny Carlsberg Glyptotek, ki ga je ustanovil Carlsbergov filantrop druge generacije Carl Jacobsen in je bil zgrajen okoli njegovih osebnih zbirk. Njegov glavni poudarek so klasične egipčanske, rimske in grške skulpture in starine ter zbirka Rodinovih skulptur, največja zunaj Francije. Poleg kiparskih zbirk ima muzej tudi obsežno zbirko slik impresionističnih in postimpresionističnih slikarjev, kot so Monet, Renoir, Cézanne, van Gogh in Toulouse-Lautrec, ter dela danskih slikarjev zlate dobe.
Louisiana je muzej moderne umetnosti, ki je na obali severno od Københavna. Je sredi vrta s skulpturami na pečini s pogledom na Øresund. Njegova zbirka z več kot 3000 predmeti vključuje dela Picassa, Giacomettija in Dubuffeta. Danski muzej oblikovanja je v nekdanji bolnišnici Frederiks iz 18. stoletja in prikazuje dansko oblikovanje ter mednarodno oblikovanje in obrt.
Drugi muzeji so: Thorvaldsenov muzej, posvečen opusu romantičnega danskega kiparja Bertela Thorvaldsena, ki je živel in delal v Rimu; muzej Cisternerne, razstavni prostor za sodobno umetnost, ki je v nekdanjih cisternah, ki so opremljene s kapniki, ki so jih oblikovali spreminjajoče se gladine vode; in muzej Ordrupgaard, ki je severno od Københavna, in prikazuje francosko in dansko umetnost iz 19. stoletja in je znan po svojih delih Paula Gauguina.

### Šport
København ima široko paleto športnih moštev. Dve glavni danski nogometni ekipi (Brøndby IF in FC København) sta osnovani v Københavnu in v njegovih predmestjih.
Ima 3 hokejska društva: Rødovre Mighty Bulls, Herlev Hornets and Nordsjælland Cobras. Moška in ženska ekipa odbojke igrata v najvišji ligi. Obe ekipi ima v lasti FC København, imajo isti logotip in ime. V danski prestolnici igrajo tudi rugby, z ekipami: CSR-Nanok, Copenhagen Scrum, Exiles, Froggies and Rugbyklubben Speed. København je tudi dom 40 let starega kriket kluba ter treh uglednih paintball ekip (Copenhagen Ducks, The Ugly Ducklings in Copenhagen Berserks).

## Hrana
Na voljo je veliko restavracij in kioskov s sendviči (reče se jim ’smørrebrød'). København je znan po svojih stojnicah s hotdogom, ki jih najdemo vsepovsod po mestu. Priseljenci iz Srednjega vzhoda, Turčije in Azije so prinesli hitro prehrano, kot sta kebab in falafel. Veliko je tudi pekarn in slaščičarn. Mesto ponuja tudi restavracije s tremi Michelinovimi zvezdicami. Restavracija Noma je bila leta 2021 izbrana za najboljšo restavracijo na svetu.

## Prevozi
Javni prevoz je sestavljen iz vlakov (imenujejo se S-vlaki), avtobusov in metroja. Vozovnice so prenosljive z ene vrste transporta na drugega (na primer z vlaka na avtobus). Mesto ima ogromno kolesarskih poti, mestna uprava pa organizira in promovira uporabo javnih  koles.

## Pobratena mesta
København je pobraten z:
- Peking, Kitajska[39]
- Marseille, Francija[40]
- Reykjavik, Islandija[41]
- Kijev, Ukrajina[42]